# Saint-Sulpice-la-Pointe
Pour les articles homonymes, voir Saint-Sulpice.
Saint-Sulpice-La-Pointe redirige ici.
Saint-Sulpice-la-Pointe, anciennement appelée Saint-Sulpice et en occitan Sant Somplesi, est une commune française située dans département du Tarn, en région Occitanie. Sur le plan historique et culturel, la commune est dans le Lauragais, l'ancien « Pays de Cocagne », lié à la fois à la culture du pastel et à l’abondance des productions, et de « grenier à blé du Languedoc ».
Exposée à un climat océanique altéré, elle est drainée par l'Agout, le Tarn, le ruisseau de Sieurac, le ruisseau de Sézy, le ruisseau de Toupiac et par divers autres petits cours d'eau. La commune possède un patrimoine naturel remarquable : un site Natura 2000 (Les « vallées du Tarn, de l'Aveyron, du Viaur, de l'Agout et du Gijou ») et deux zones naturelles d'intérêt écologique, faunistique et floristique.
Saint-Sulpice-la-Pointe est une commune urbaine qui compte 9 674 habitants en 2022, après avoir connu une forte hausse de la population depuis 1962. Elle est dans l'unité urbaine de Saint-Sulpice et fait partie de l'aire d'attraction de Toulouse. Ses habitants sont appelés les Saint-Sulpiciens et les Saint-Sulpiciennes.

## Géographie

### Localisation
Commune de l'aire d'attraction de Toulouse située sur le Tarn au confluent avec l'Agout, la commune se trouve au nord-est de Toulouse à 32 km, au sud-ouest d'Albi à 46 km et au sud-est de Montauban à 48 km. C'est une commune limitrophe avec le département de la Haute-Garonne.

### Communes limitrophes
Saint-Sulpice-la-Pointe est limitrophe de huit autres communes dont trois dans le département de la Haute-Garonne.
Les communes limitrophes sont  Azas, Buzet-sur-Tarn, Coufouleux, Lugan, Mézens, Rabastens, Roquesérière et Saint-Lieux-lès-Lavaur.
| Mézens                         | Rabastens               | Coufouleux             |
| Buzet-sur-Tarn (Haute-Garonne) | Saint-Sulpice-la-Pointe | Saint-Lieux-lès-Lavaur |
| Roquesérière (Haute-Garonne)   | Azas (Haute-Garonne)    | Lugan                  |

### Géologie et relief
La superficie de la commune est de 2 399 hectares ; son altitude varie de 95  à   195 mètres.

### Hydrographie

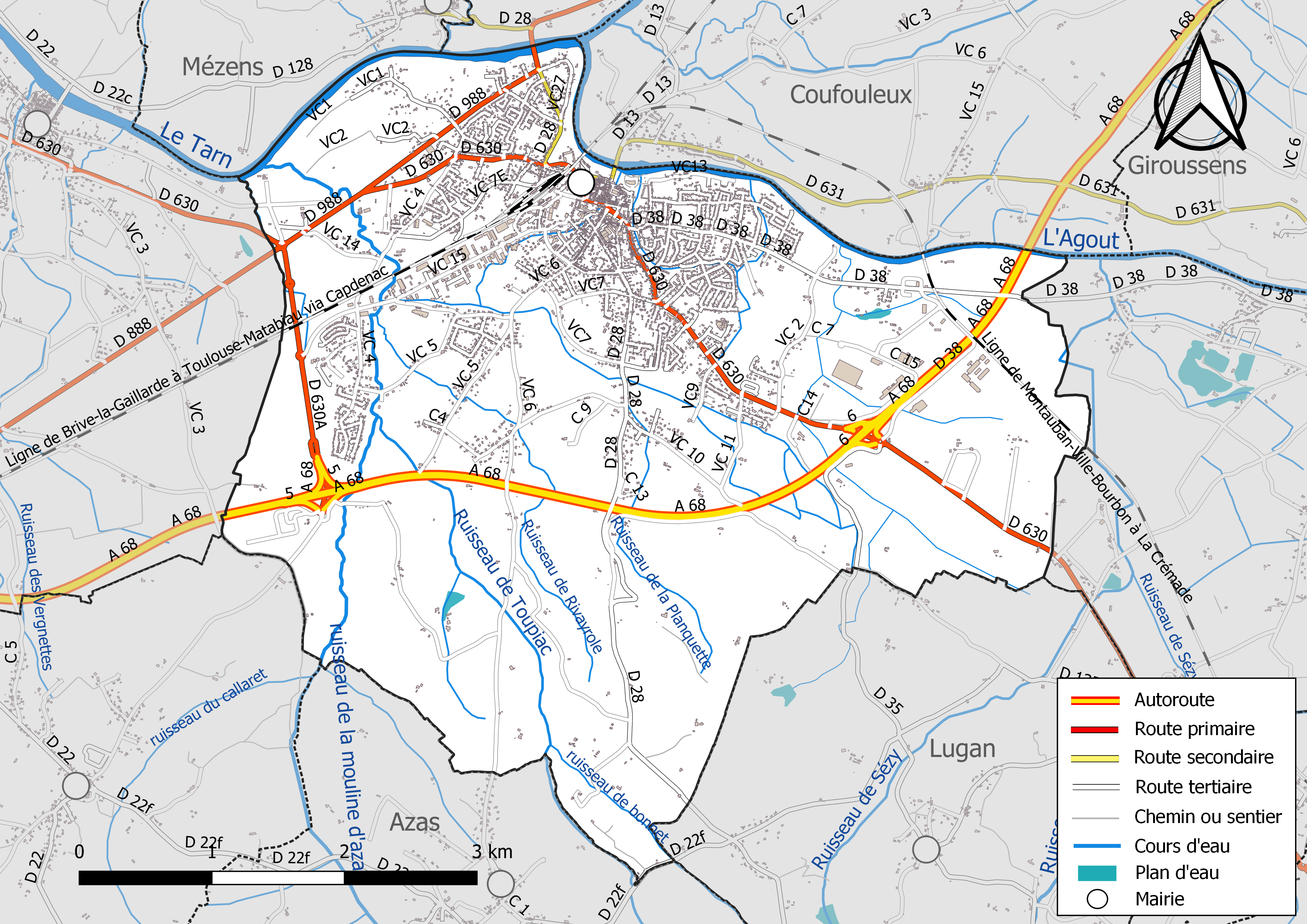
Réseaux hydrographique et routier de Saint-Sulpice-la-Pointe.

La commune est dans le bassin de la Garonne, au sein du bassin hydrographique Adour-Garonne. Elle est drainée par l'Agout, le Tarn, le ruisseau de la Mouline d'Azas ou ruisseau de Sieurac, le ruisseau de Sézy, le ruisseau de Toupiac, le ruisseau de bonnet, le ruisseau de la Planquette, le ruisseau de Merdayrols, le ruisseau de Rivayrole et par divers petits cours d'eau, qui constituent un réseau hydrographique de 38 km de longueur totale,.
L'Agout, d'une longueur totale de 194,4 km, prend sa source dans la commune de Cambon-et-Salvergues et s'écoule d'est en ouest. Il traverse la commune et se jette dans le Tarn sur le territoire communal, après avoir traversé 35 communes.
Le Tarn, d'une longueur totale de 380 km, prend sa source sur le mont Lozère, dans le nord de la commune du Pont de Montvert - Sud Mont Lozère en Lozère, et se jette dans la Garonne à Saint-Nicolas-de-la-Grave, en Tarn-et-Garonne.
Le ruisseau de Sieurac ou ruisseau de la Mouline d'Azas, d'une longueur totale de 11,9 km, prend sa source dans la commune de Garrigues et s'écoule du sud-est vers le nord-ouest puis vers le nord. Il traverse la commune et se jette dans le Tarn à Mézens, après avoir traversé 5 communes.
Le ruisseau de Sézy, d'une longueur totale de 12,8 km, prend sa source dans la commune de Lavaur et s'écoule du sud-est vers le nord-ouest puis vers l'est. Il traverse la commune et se jette dans l'Agout à Giroussens, après avoir traversé 7 communes.

### Climat
Pour des articles plus généraux, voir Climat de l'Occitanie et Climat du Tarn.
En 2010, le climat de la commune est de type climat du Bassin du Sud-Ouest, selon une étude du Centre national de la recherche scientifique s'appuyant sur une série de données couvrant la période 1971-2000. En 2020, Météo-France publie une typologie des climats de la France métropolitaine dans laquelle la commune est exposée à un climat océanique altéré et est dans la région climatique Aquitaine, Gascogne, caractérisée par une pluviométrie abondante au printemps, modérée en automne, un faible ensoleillement au printemps, un été chaud (19,5 °C), des vents faibles, des brouillards fréquents en automne et en hiver et des orages fréquents en été (15 à 20 jours).
Pour la période 1971-2000, la température annuelle moyenne est de 13,3 °C, avec une amplitude thermique annuelle de 16,1 °C. Le cumul annuel moyen de précipitations est de 777 mm, avec 9,8 jours de précipitations en janvier et 5,8 jours en juillet. Pour la période 1991-2020, la température moyenne annuelle observée sur la station météorologique de Météo-France la plus proche, « Lavaur », sur la commune de Lavaur à 14 km à vol d'oiseau, est de 13,6 °C et le cumul annuel moyen de précipitations est de 701,8 mm. 
La température maximale relevée sur cette station est de 42,6 °C, atteinte le 23 août 2023 ; la température minimale est de −18 °C, atteinte le 17 janvier 1987,,.
Les paramètres climatiques de la commune ont été estimés pour le milieu du siècle (2041-2070) selon différents scénarios d'émission de gaz à effet de serre à partir des nouvelles projections climatiques de référence DRIAS-2020. Ils sont consultables sur un site dédié publié par Météo-France en novembre 2022.

### Voies de communication et transports

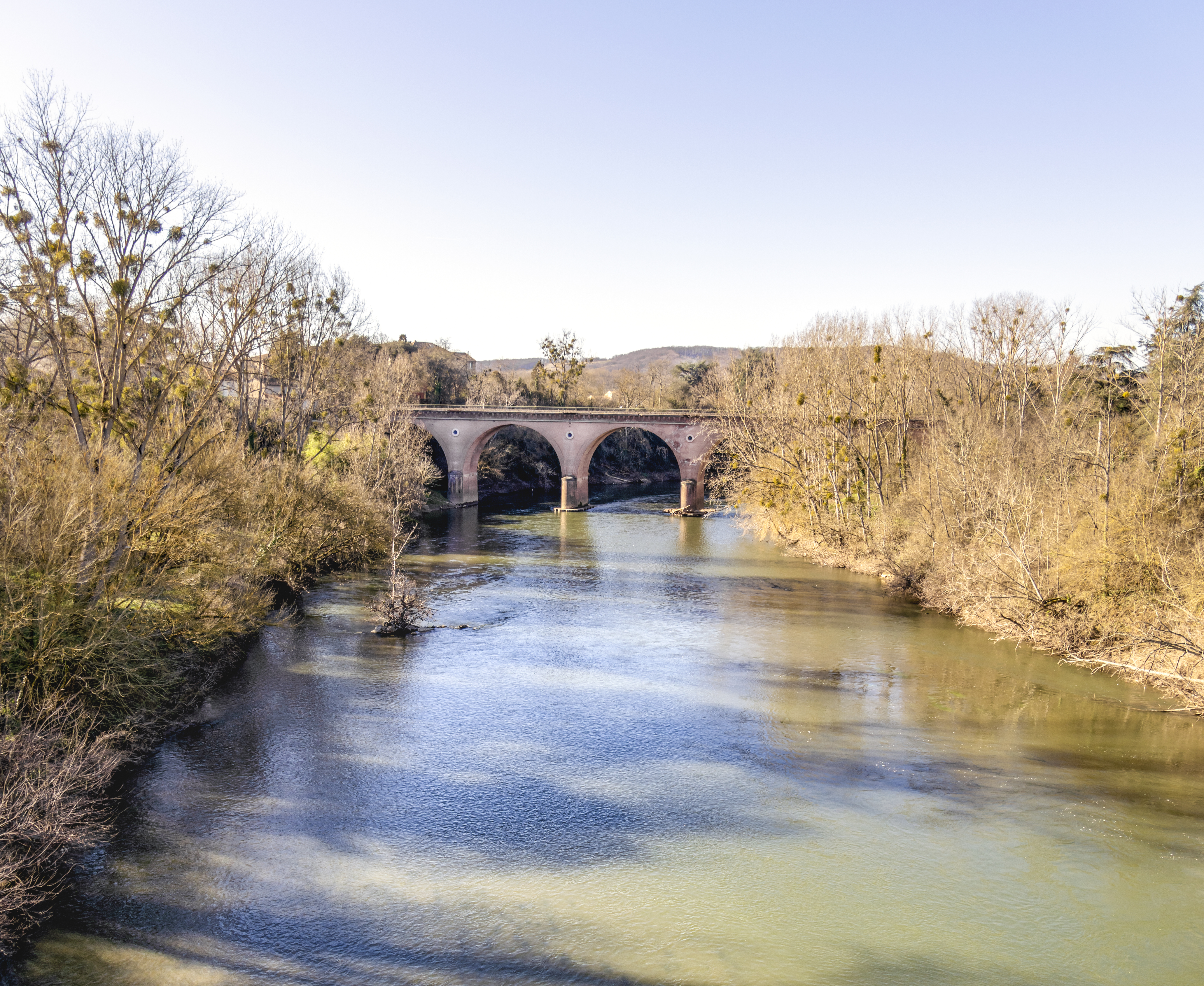
Le pont du chemin de fer sur l'Agout

La commune est desservie par son propre réseau de transports en commun, Le Sulpicien, qui se compose de deux lignes régulières ainsi que d'un service de transport à la demande.
Le réseau des Lignes intermodales d'Occitanie dessert la commune avec 3 lignes régulières : les lignes 702 (Albi ↔ Saint-Sulpice), 709 (Albi ↔ Saint-Sulpice en express), 717 (Montauban ↔ Bessières ↔ Saint-Sulpice) et 765 (Castres ↔ Saint-Sulpice). Les deux premières sont issues de l'ancien réseau Tarn'Bus, alors que la dernière est ouverte en septembre 2018 pour le réseau LiO.
- Par la route : l'autoroute A68 dessert cette commune par l'échangeur n°5 dit Saint Sulpice - Terres Noires et par l'échangeur n°6 dit de Lavaur-Saint Sulpice, et par les routes ou anciennes routes (route nationale 88, route nationale 630, route nationale 631).
- Par le train : en gare de Saint-Sulpice par TER Occitanie sur la ligne de Brive-la-Gaillarde à Toulouse-Matabiau via Capdenac donc une mise à deux voies entre Toulouse et Saint-Sulpice a été créé en 2012-2013. La gare de Saint-Sulpice est un hub départemental ferroviaire, c'est la gare la plus fréquentée du département, avec 606 070 voyageurs en 2023.
- Par l'avion : l'aéroport Toulouse-Blagnac, accessible à moins de 25 minutes en voiture.

### Milieux naturels et biodiversité

#### Réseau Natura 2000

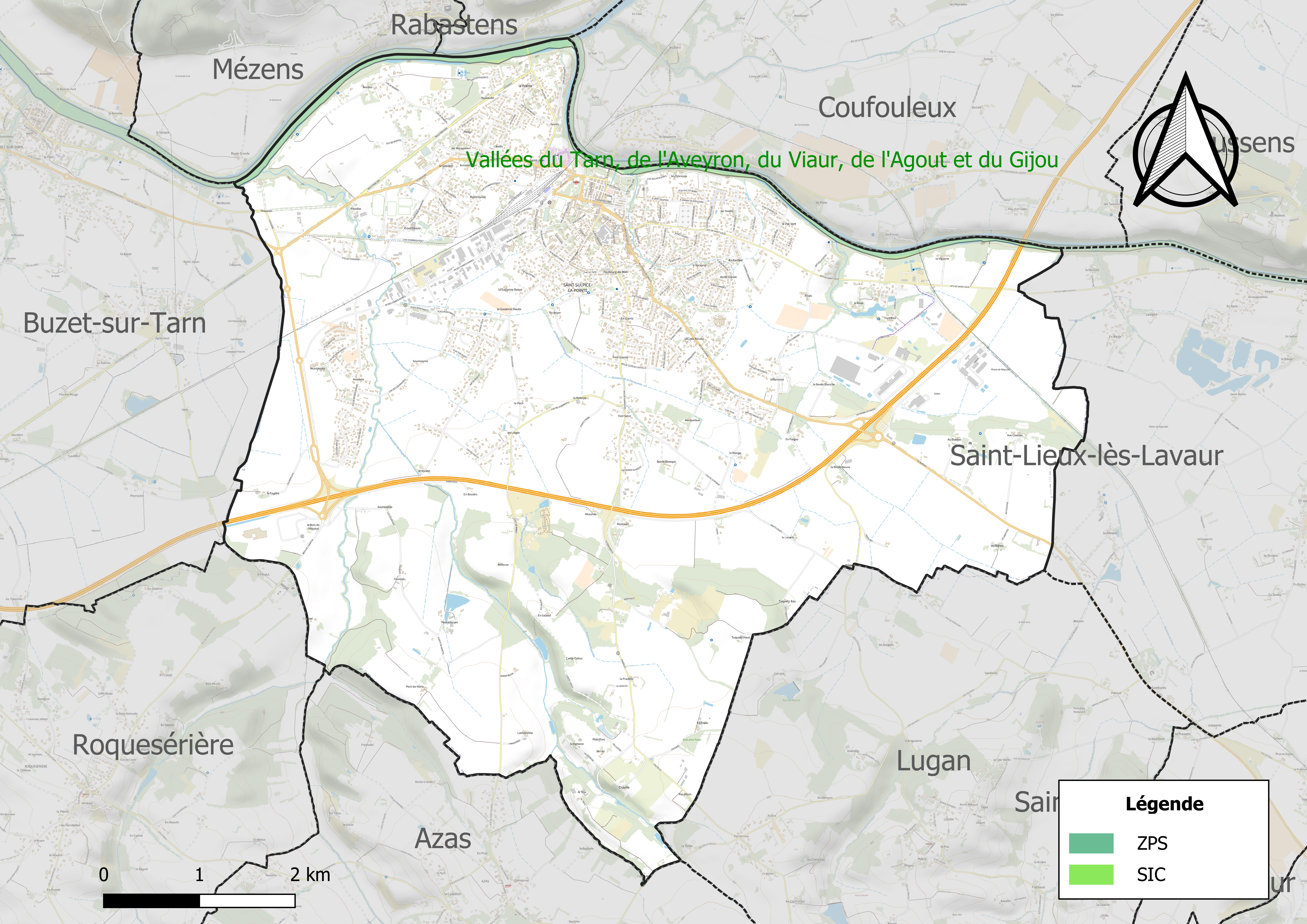
Site Natura 2000 sur le territoire communal.

Le réseau Natura 2000 est un réseau écologique européen de sites naturels d'intérêt écologique élaboré à partir des directives habitats et oiseaux, constitué de zones spéciales de conservation (ZSC) et de zones de protection spéciale (ZPS).
Un site Natura 2000 a été défini sur la commune au titre de la directive habitats : Les « vallées du Tarn, de l'Aveyron, du Viaur, de l'Agout et du Gijou », d'une superficie de 17 144 ha, s'étendant sur 136 communes dont 41 dans l'Aveyron, 8 en Haute-Garonne, 50 dans le Tarn et 37 dans le Tarn-et-Garonne. Elles présentent une très grande diversité d'habitats et d'espèces dans ce vaste réseau de cours d'eau et de gorges. La présence de la Loutre d'Europe et de la moule perlière d'eau douce est également d'un intérêt majeur.

#### Zones naturelles d'intérêt écologique, faunistique et floristique

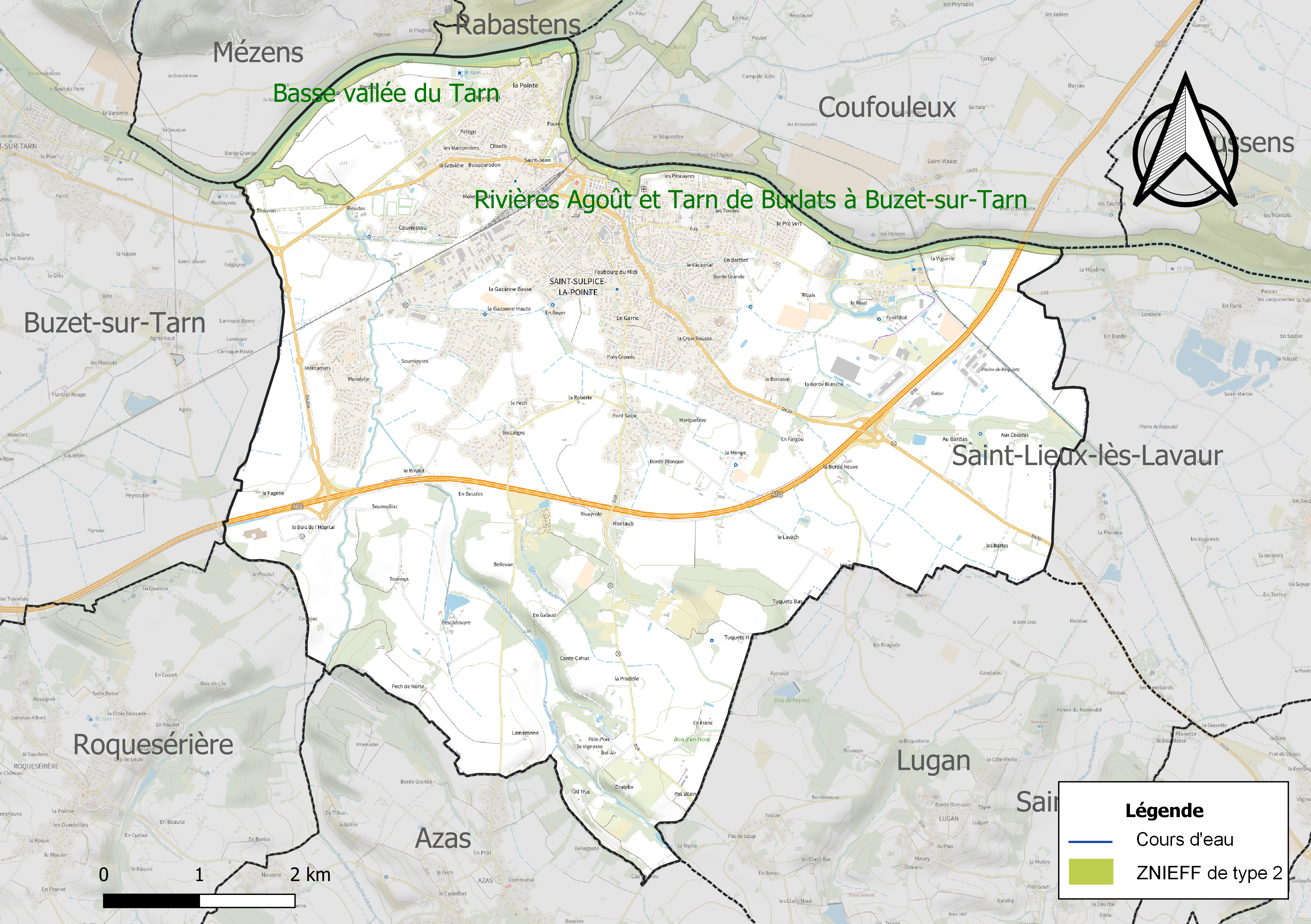
Carte des ZNIEFF de type 2 localisées sur la commune.

L’inventaire des zones naturelles d'intérêt écologique, faunistique et floristique (ZNIEFF) a pour objectif de réaliser une couverture des zones les plus intéressantes sur le plan écologique, essentiellement dans la perspective d’améliorer la connaissance du patrimoine naturel national et de fournir aux différents décideurs un outil d’aide à la prise en compte de l’environnement dans l’aménagement du territoire.
Deux ZNIEFF de type 2 sont recensées sur la commune :
- la « basse vallée du Tarn » (3 623 ha), couvrant 49 communes dont huit dans la Haute-Garonne, 20 dans le Tarn et 21 dans le Tarn-et-Garonne[19] ;
- les « rivières Agoût et Tarn de Burlats à Buzet-sur-Tarn » (1 364 ha), couvrant 24 communes du département[20].

## Urbanisme

### Typologie
Au 1er janvier 2024, Saint-Sulpice-la-Pointe est catégorisée petite ville, selon la nouvelle grille communale de densité à sept niveaux définie par l'Insee en 2022.
Elle appartient à l'unité urbaine de Saint-Sulpice, une unité urbaine monocommunale constituant une ville isolée,. Par ailleurs la commune fait partie de l'aire d'attraction de Toulouse, dont elle est une commune de la couronne,. Cette aire, qui regroupe 527 communes, est catégorisée dans les aires de 700 000 habitants ou plus (hors Paris),.

### Occupation des sols
L'occupation des sols de la commune, telle qu'elle ressort de la base de données européenne d’occupation biophysique des sols Corine Land Cover (CLC), est marquée par l'importance des territoires agricoles (67 % en 2018), en diminution par rapport à 1990 (82,3 %). La répartition détaillée en 2018 est la suivante : 
terres arables (48,1 %), zones urbanisées (20,3 %), zones agricoles hétérogènes (18,7 %), zones industrielles ou commerciales et réseaux de communication (6,2 %), forêts (5,7 %), eaux continentales (0,9 %), prairies (0,1 %). L'évolution de l’occupation des sols de la commune et de ses infrastructures peut être observée sur les différentes représentations cartographiques du territoire : la carte de Cassini (XVIIIe siècle), la carte d'état-major (1820-1866) et les cartes ou photos aériennes de l'IGN pour la période actuelle (1950 à aujourd'hui).

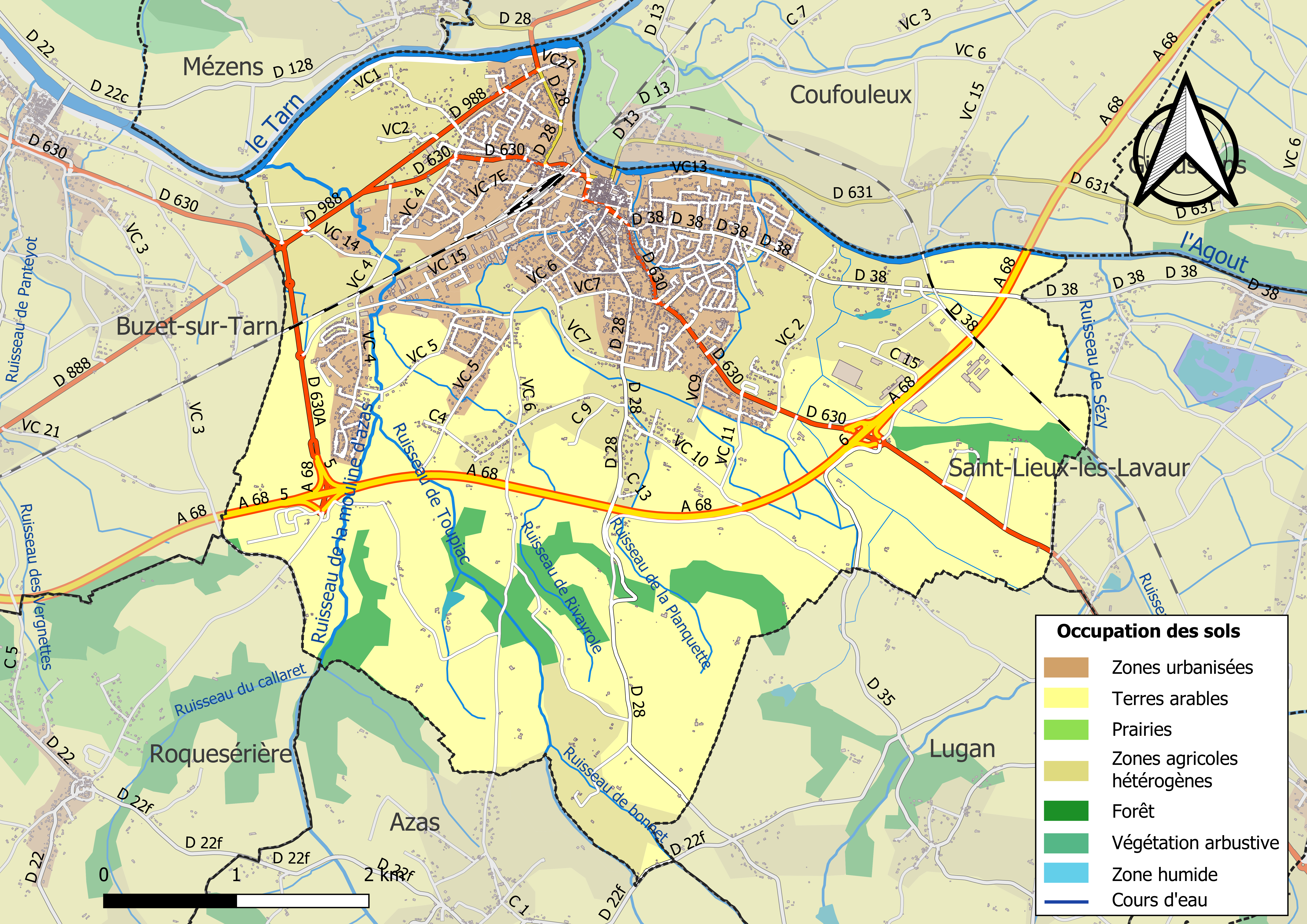
Carte des infrastructures et de l'occupation des sols de la commune en 2018 (CLC).

### Logement
En 2009, le nombre total de logements dans la commune était de 3 296, alors qu'il était de 2 041 en 1999.
Parmi ces logements, 92,9 % étaient des résidences principales, 1,7 % des résidences secondaires et 5,4 % des logements vacants. Ces logements étaient pour 81,5 % d'entre eux des maisons individuelles et pour 18,3 % des appartements.
La proportion des résidences principales, propriétés de leurs occupants était de 65,7 %, quasiment stable par rapport à 1999 (64,7 %).
L'équipement automobile des 3 062 ménages était le suivant : 77,9 % avaient un emplacement réservé au stationnement (contre 70,7 %), 90,6 % avaient au moins une voiture (contre 84,5), 49,1 % avaient au moins deux voitures (contre 36,8).

### Risques majeurs
Le territoire de la commune de Saint-Sulpice-la-Pointe est vulnérable à différents aléas naturels : météorologiques (tempête, orage, neige, grand froid, canicule ou sécheresse), inondations, mouvements de terrains et séisme (sismicité très faible). Il est également exposé à trois risques technologiques, le transport de matières dangereuses et  le risque industriel et la rupture d'un barrage. Un site publié par le BRGM permet d'évaluer simplement et rapidement les risques d'un bien localisé soit par son adresse soit par le numéro de sa parcelle.

#### Risques naturels
Certaines parties du territoire communal sont susceptibles d’être affectées par le risque d’inondation par débordement de cours d'eau, notamment le Tarn, l'Agout et le ruisseau de Sieurac. La cartographie des zones inondables en ex-Midi-Pyrénées réalisée dans le cadre du XIe Contrat de plan État-région, visant à informer les citoyens et les décideurs sur le risque d’inondation, est accessible sur le site de la DREAL Occitanie. La commune a été reconnue en état de catastrophe naturelle au titre des dommages causés par les inondations et coulées de boue survenues en 1982, 1988, 1992, 1994, 1996, 1997, 2002 et 2003,.
Saint-Sulpice-la-Pointe est exposée au risque de feu de forêt. En 2022, il n'existe pas de Plan de Prévention des Risques incendie de forêt (PPRif). Le débroussaillement aux abords des maisons constitue l’une des meilleures protections pour les particuliers contre le feu,.

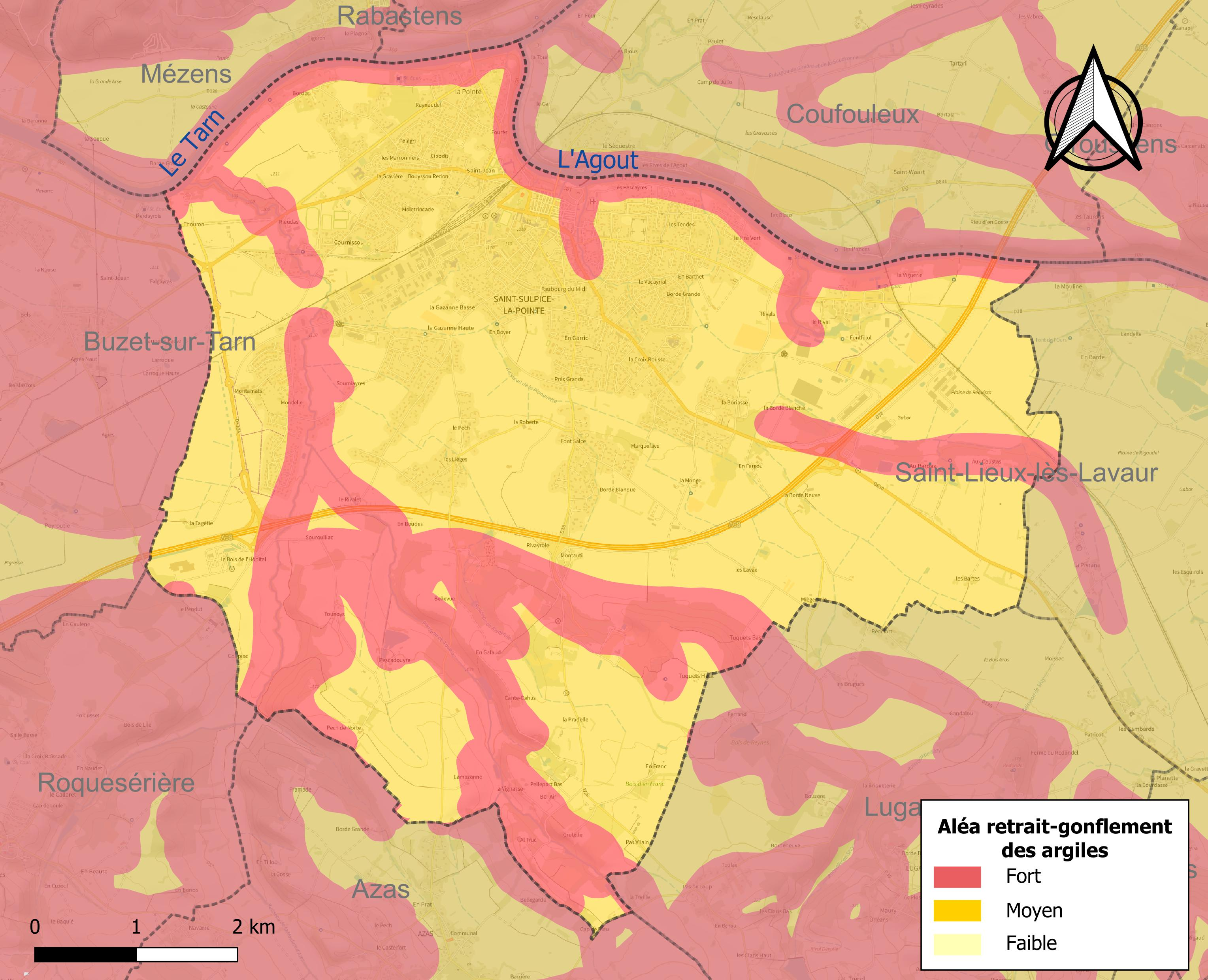
Carte des zones d'aléa retrait-gonflement des sols argileux de Saint-Sulpice-la-Pointe.

La commune est vulnérable au risque de mouvements de terrains constitué principalement du retrait-gonflement des sols argileux. Cet aléa est susceptible d'engendrer des dommages importants aux bâtiments en cas d’alternance de périodes de sécheresse et de pluie. La totalité de la commune est en aléa moyen ou fort (76,3 % au niveau départemental et 48,5 % au niveau national). Sur les 3 229 bâtiments dénombrés sur la commune en 2019, 3 229 sont en aléa moyen ou fort, soit 100 %, à comparer aux 90 % au niveau départemental et 54 % au niveau national. Une cartographie de l'exposition du territoire national au retrait gonflement des sols argileux est disponible sur le site du BRGM,.
Par ailleurs, afin de mieux appréhender le risque d’affaissement de terrain, l'inventaire national des cavités souterraines permet de localiser celles situées sur la commune.

#### Risques technologiques
La commune est exposée au risque industriel du fait de la présence sur son territoire d'une entreprise soumise à la directive européenne SEVESO.
Le risque de transport de matières dangereuses sur la commune est lié à sa traversée par des infrastructures routières ou ferroviaires importantes ou la présence d'une canalisation de transport d'hydrocarbures. Un accident se produisant sur de telles infrastructures est susceptible d’avoir des effets graves sur les biens, les personnes ou l'environnement, selon la nature du matériau transporté. Des dispositions d’urbanisme peuvent être préconisées en conséquence.
La commune est en outre située en aval d'un barrage de classe A. À ce titre elle est susceptible d’être touchée par l’onde de submersion consécutive à la rupture de cet ouvrage.

## Toponymie
Le nom de la commune était Saint-Sulpice jusqu'au 7 novembre 2013.

## Histoire
Saint-Sulpice d'Albigeois appartenait aux comtes de Toulouse. L'un d'eux l'a donné avant la fin du XIIe siècle à l'abbaye d'Aurillac comme on l'apprend dans un acte de confirmation, en 1234, par le comte Raymond VII de Toulouse. Géraud, abbé d'Aurillac, l'a inféodé à Dieudonné d'Alaman en 1200. Sicard Alaman, gouverneur du domaine des deux derniers comtes de Toulouse, est ensuite devenu seigneur de Saint-Sulpice. Il a attiré un grand nombre d'habitants en leur donnant de concessions en 1247. Il a aussi construit un château qui a été détruit au XVIIe siècle, d'un couvent et d'un hôpital qu'il a doté en 1242. Bertrand, vicomte de Lautrec, héritier de Sicard Alaman le jeune, a accordé des franchises à la ville en 1279.
Saint-Sulpice fait partie des premières bastides albigeoises. C’est en quatre ans que la bastide de Saint-Sulpice fut construite de 1243 à 1247.
Cette bastide est une bastide de plaine, sa finalité est politique et non défensive. Elle respecte un modèle architectural spécifique : les rues sont rectilignes, les gâches ordonnées ; sa place à couvert a disparu pour permettre la construction de l’église (à l’origine elle était hors des murs). Ce plan d'urbanisation vise à faciliter les activités commerciales et la surveillance des espaces publics (rues et places). Cette organisation de l'espace urbain fut très utilisé jusqu’au XIVe siècle. Le négoce et une certaine indépendance, ont permis le développement de la ville à travers les siècles.

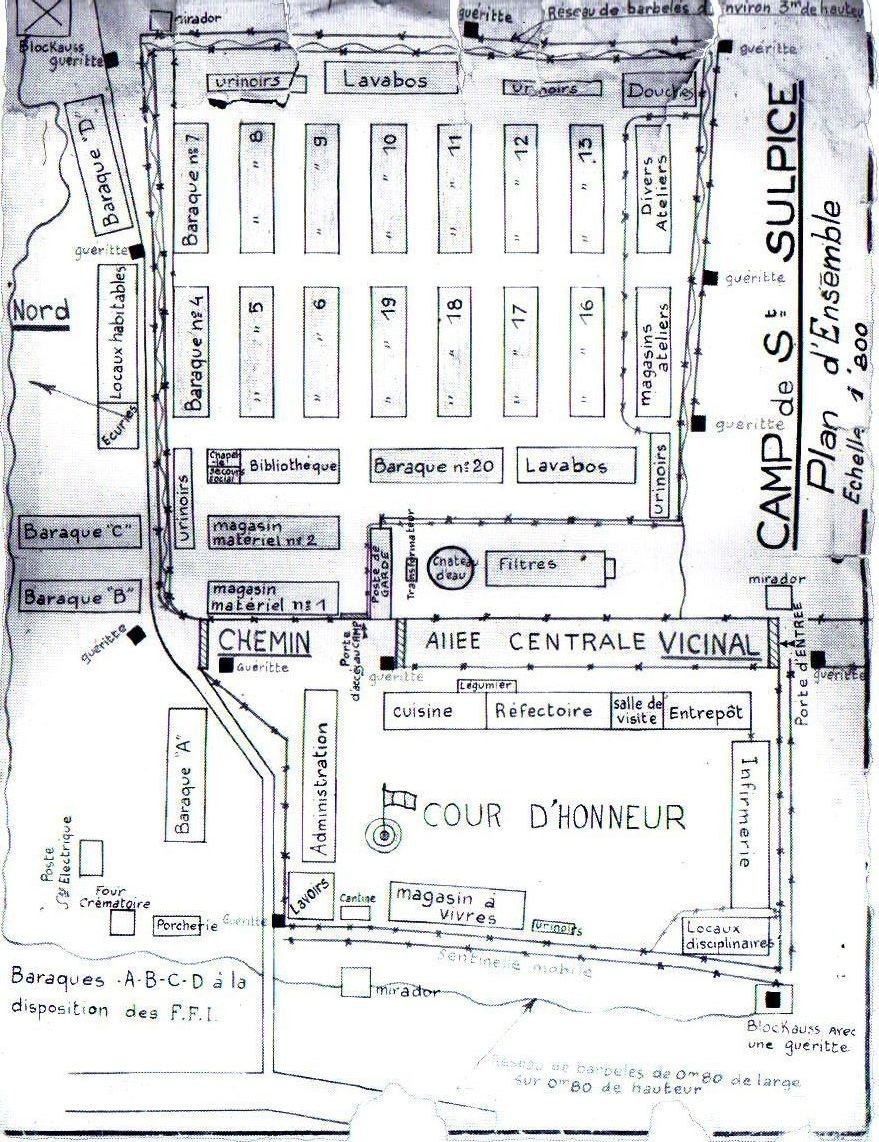
Plan du camp 1940-1946.

### Camp d'internement de Saint-Sulpice
D'octobre 1939 à avril 1940, au lieu-dit les Pescayres, sur un terrain réquisitionné de 3,5 ha, un camp est construit dans le but d'abriter d'éventuels réfugiés. À la fin de la drôle de guerre, le camp est amené à accueillir 1 500 réfugiés belges qui sont répartis dans des familles du Tarn.
En octobre 1940, le ministre de l'Intérieur (à l'époque, Marcel Peyrouton) décide de transformer les installations existantes en « camp d'indésirables ». À compter de décembre 1940, des travaux de clôturage sont effectués. Le camp est composé de 20 baraquements en bois, d'une cuisine, d'un réfectoire, de lavoirs et de sanitaires. Il accueille le 28 janvier 1941, un premier contingent de 258 « communistes, syndicalistes, anarchistes et autres indésirables (Allemands chrétiens déchus de leur nationalité, individus accusés de fraude économique ou de travailler pour un service de renseignements étranger) » suivi, le 8 février, de 800 détenus dont 293 personnes extraites du camp d'Oraison qui ferme.
Après l'internement des « suspects au niveau national » on interne des Soviétiques puis des juifs étrangers à partir de 1942.
Avec l'instauration du STO, les effectifs du camp sont quelque peu « dégraissés » au cours des années 1943 et 1944.
Du 29 janvier 1941 au 23 août 1944 4 600 personnes ont séjourné au camp de Saint-Sulpice.
Après la Libération, des collaborateurs ou présumés tels seront internés (ou assignés à résidence) dans le camp. Il est évacué en décembre 1944 puis en janvier 1945 1 100 Allemands, dont 800 femmes, en provenance de Strasbourg y sont internés,.
Le camp est dissous le 1er février 1946. Le 1er mars 1946 le ministère de l'Intérieur cède gratuitement le camp au ministère de la Justice qui en fait d'abord un centre pénitentiaire « prison asile Pescayre » puis un centre de semi-liberté destiné aux relégués après l'abolition du bagne et enfin un centre de détention régional.

## Politique et administration

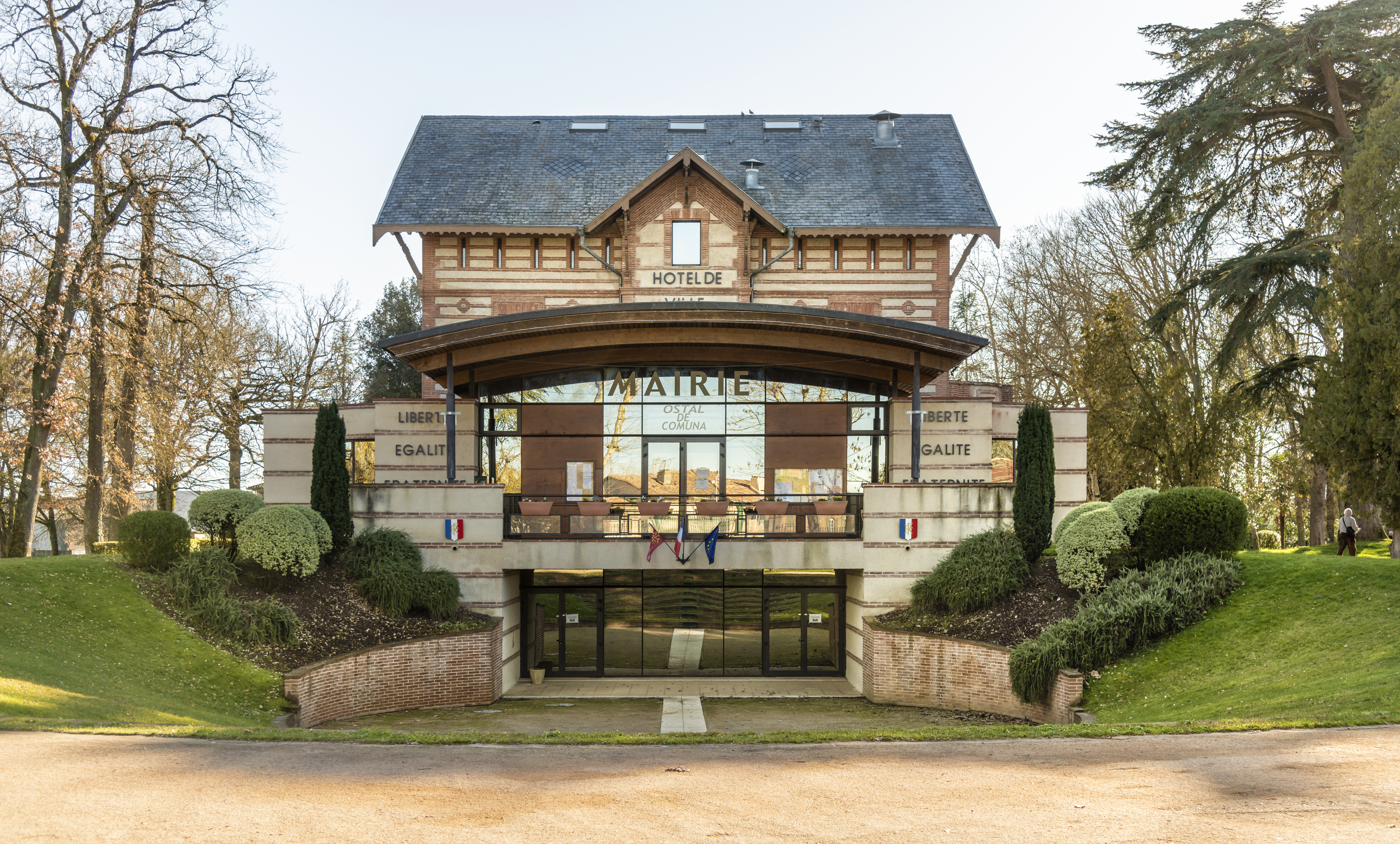
La mairie

### Rattachements administratifs et électoraux
Commune faisant partie de la troisième circonscription du Tarn de la communauté de communes Tarn et Agout et du canton des Portes du Tarn (avant le redécoupage départemental de 2014, Saint-Sulpice-la-Pointe faisait partie de l'ex-canton de Lavaur).

### Administration municipale
Le nombre d'habitants de la commune étant compris entre 5 000 et 9 999 au dernier recensement, le nombre de membres du conseil municipal est de 29.

### Instances judiciaires et administratives
Saint-Sulpice-la-Pointe relève du tribunal d'instance de Castres, du tribunal de grande instance de Castres, de la cour d'appel de Toulouse, du tribunal pour enfants de Castres, du conseil de prud'hommes de Castres, du tribunal de commerce de Castres, du tribunal administratif de Toulouse et de la cour administrative d'appel de Bordeaux.

### Jumelages
Au 25 mars 2013, Saint-Sulpice-la-Pointe n'est jumelée avec aucune commune.

## Population et société

### Démographie
L'évolution du nombre d'habitants est connue à travers les recensements de la population effectués dans la commune depuis 1793. Pour les communes de moins de 10 000 habitants, une enquête de recensement portant sur toute la population est réalisée tous les cinq ans, les populations de référence des années intermédiaires étant quant à elles estimées par interpolation ou extrapolation. Pour la commune, le premier recensement exhaustif entrant dans le cadre du nouveau dispositif a été réalisé en 2004.

En 2022, la commune comptait 9 674 habitants, en évolution de +8,28 % par rapport à 2016 (Tarn : +2,52 %, France hors Mayotte : +2,11 %).
| 1793  | 1800 | 1806  | 1821  | 1831  | 1836  | 1841  | 1846  | 1851  |
| ----- | ---- | ----- | ----- | ----- | ----- | ----- | ----- | ----- |
| 1 030 | 985  | 1 156 | 1 266 | 1 430 | 1 462 | 1 508 | 1 547 | 1 622 |

| 1856  | 1861  | 1866  | 1872  | 1876  | 1881  | 1886  | 1891  | 1896  |
| ----- | ----- | ----- | ----- | ----- | ----- | ----- | ----- | ----- |
| 1 674 | 1 642 | 1 758 | 1 978 | 2 219 | 2 286 | 2 482 | 2 417 | 2 454 |

| 1901  | 1906  | 1911  | 1921  | 1926  | 1931  | 1936  | 1946  | 1954  |
| ----- | ----- | ----- | ----- | ----- | ----- | ----- | ----- | ----- |
| 2 439 | 2 476 | 2 459 | 2 372 | 2 431 | 2 489 | 2 290 | 2 769 | 2 843 |

| 1962  | 1968  | 1975  | 1982  | 1990  | 1999  | 2004  | 2006  | 2009  |
| ----- | ----- | ----- | ----- | ----- | ----- | ----- | ----- | ----- |
| 2 535 | 2 841 | 3 342 | 3 877 | 4 354 | 4 801 | 6 402 | 7 378 | 7 921 |

| 2014  | 2019  | 2022  | - | - | - | - | - | - |
| ----- | ----- | ----- | - | - | - | - | - | - |
| 8 642 | 9 336 | 9 674 | - | - | - | - | - | - |

| selon la population municipale des années : | 1968 | 1975 | 1982 | 1990 | 1999 | 2006 | 2009 | 2013 |
| Rang de la commune dans le département      | 19   | 14   | 13   | 11   | 11   | 8    | 8    | 8    |
| Nombre de communes du département           | 326  | 324  | 324  | 324  | 324  | 323  | 323  | 323  |

### Enseignement
Saint-Sulpice-la-Pointe est située dans l'académie de Toulouse.
La ville administre deux écoles maternelles et trois écoles élémentaires communales.
La commune dispose également d'une école élémentaire privée.
Le département gère deux collèges.

### Manifestations culturelles et festivités
Une fête foraine a lieu au mois d'avril et la fête communale a lieu le premier week-end du mois d'août. La municipalité organise, quatre dimanches par an, des concerts « jeune public ».
Depuis 2014, le festival « Artistes en Herbe » comprend trois évènements, dans le théâtre de verdure, les trois derniers vendredi du mois de juillet.
L'association « Algorithme » organise dix concerts de septembre à juin, un vendredi par mois.
L'association « Le Pin des arts » organise également une dizaine de manifestations, plutôt axées sur le répertoire classique.
L'association « Un air d'Irlande » organise une grande manifestation au printemps avec de nombreux concerts, et un concert à l'automne.
L'association « ABC Bien », organise un festival du rire le second week-end du mois de novembre.
La MJC organise un carnaval au mois de mars auquel sont associées toutes les écoles, des « instant's d'art » périodiquement proposés aux habitants (danse, musique…) certains dimanches, et participe au festival Occitania, en organisant un mini-stage de danse, l'après midi et un bal occitan, le troisième ou le quatrième samedi d'octobre.
La « Compagnie du 4 » est en résidence et propose des pièces de théâtre originales chaque année.
L'« Harmonie saint-sulpicienne » accompagne de nombreux évènements (commémorations, vœux du maire…).
L'association « Troupe Atlantis » propose en été le spectacle « Les Mystères du Castela » de sons et lumière, ainsi que des animations pour les enfants lors du festival d'air d'Irlande, et pour Halloween un après-midi d'animation.

### Santé
Centre communal d'action sociale (CCAS), maison de retraite type EHPAD, des médecins généralistes, un laboratoire d'analyse médicale, deux services d'ambulances, des infirmiers, des dentistes, ainsi que deux pharmacies.

### Sports
- US Saint Sulpice, club de football amateur
- Los Ataulats Rugby, équipe de rugby amateur.
- RCS XV, équipe de rugby à XV.
- ASTUSS est une association locale de skaters et riders.
- Les Pieds Carrés, association qui développe la pratique de sports collectifs loisirs en mettant l'accent sur le fair play et l'esprit d'équipe.
- Création de la section féminine de football par  Sylvain et Sylvia Pujol en septembre 2013. En juin 2018 les seniors féminines remportent la coupe du Tarn.

## Économie

### Revenus
En 2018, la commune compte 3 627 ménages fiscaux, regroupant 9 006 personnes. La médiane du revenu disponible par unité de consommation est de 23 190 € (20 400 € dans le département). 54 % des ménages fiscaux sont imposés (42,8 % dans le département).

### Emploi
|                | 2008  | 2013  | 2018  |
| -------------- | ----- | ----- | ----- |
| Commune        | 6,8 % | 7,3 % | 6,3 % |
| Département    | 8,2 % | 9,9 % | 10 %  |
| France entière | 8,3 % | 10 %  | 10 %  |

En 2018, la population âgée de 15 à 64 ans s'élève à 5 741 personnes, parmi lesquelles on compte 77,5 % d'actifs (71,2 % ayant un emploi et 6,3 % de chômeurs) et 22,5 % d'inactifs,. Depuis 2008, le taux de chômage communal (au sens du recensement) des 15-64 ans est inférieur à celui de la France et du département.
La commune fait partie de la couronne de l'aire d'attraction de Toulouse, du fait qu'au moins 15 % des actifs travaillent dans le pôle,. Elle compte 3 083 emplois en 2018, contre 2 858 en 2013 et 2 486 en 2008. Le nombre d'actifs ayant un emploi résidant dans la commune est de 4 119, soit un indicateur de concentration d'emploi de 74,8 % et un taux d'activité parmi les 15 ans ou plus de 62,4 %.
Sur ces 4 119 actifs de 15 ans ou plus ayant un emploi, 1 017 travaillent dans la commune, soit 25 % des habitants. Pour se rendre au travail, 79,7 % des habitants utilisent un véhicule personnel ou de fonction à quatre roues, 12 % les transports en commun, 4,9 % s'y rendent en deux-roues, à vélo ou à pied et 3,4 % n'ont pas besoin de transport (travail au domicile).

### Activités hors agriculture

#### Secteurs d'activités
729 établissements sont implantés  à Saint-Sulpice-la-Pointe au 31 décembre 2019. Le tableau ci-dessous en détaille le nombre par secteur d'activité et compare les ratios avec ceux du département,.
| Secteur d'activité                                                                                        | Commune | Commune | Département |
| Secteur d'activité                                                                                        | Nombre  | %       | %           |
| --- | ------- | ------- | ----------- |
| Ensemble                                                                                                  | 729     | 100 %   | (100 %)     |
| Industrie manufacturière, industries extractives et autres                                                | 51      | 7 %     | (13 %)      |
| Construction                                                                                              | 93      | 12,8 %  | (12,5 %)    |
| Commerce de gros et de détail, transports, hébergement et restauration                                    | 180     | 24,7 %  | (26,7 %)    |
| Information et communication                                                                              | 32      | 4,4 %   | (2,1 %)     |
| Activités financières et d'assurance                                                                      | 28      | 3,8 %   | (3,3 %)     |
| Activités immobilières                                                                                    | 31      | 4,3 %   | (4,2 %)     |
| Activités spécialisées, scientifiques et techniques et activités de services administratifs et de soutien | 127     | 17,4 %  | (13,8 %)    |
| Administration publique, enseignement, santé humaine et action sociale                                    | 125     | 17,1 %  | (15,5 %)    |
| Autres activités de services                                                                              | 62      | 8,5 %   | (9 %)       |

Le secteur du commerce de gros et de détail, des transports, de l'hébergement et de la restauration est prépondérant sur la commune puisqu'il représente 24,7 % du nombre total d'établissements de la commune (180 sur les 729 entreprises implantées  à Saint-Sulpice-la-Pointe), contre 26,7 % au niveau départemental.

#### Entreprises et commerces
Les cinq entreprises ayant leur siège social sur le territoire communal qui génèrent le plus de chiffre d'affaires en 2020 sont : 
- Aldi Marche Toulouse, supermarchés (287 002 k€)
- Entreprise Deldossi, commerce de détail de carburants en magasin spécialisé (64 720 k€)
- Afelec, fabrication d'autres articles métalliques (30 789 k€)
- Bormioli Pharma France, fabrication d'emballages en matières plastiques (22 913 k€)
- Tedali, supermarchés (22 590 k€)

### Revenus de la population et fiscalité
En 2010, le revenu fiscal médian par ménage était de 33 090 €, ce qui plaçait Saint-Sulpice au 9 053e rang parmi les 31 525 communes de plus de 39 ménages en métropole.
Le nombre d'exploitations agricoles en activité et ayant leur siège dans la commune est de 20 lors du recensement agricole de 2020 et la surface agricole utilisée de 1530 ha,.

### Emploi
En 2009, la population âgée de 15 à 64 ans s'élevait à 4 965 personnes, parmi lesquelles on comptait 77,5 % d'actifs dont 70,8 % ayant un emploi et 6,7 % de chômeurs.
On comptait 2 601 emplois dans la commune, contre 1 511 en 1999. Le nombre d'actifs ayant un emploi résidant dans la commune étant de 3 524, l'indicateur de concentration d'emploi est de 73,8 %, ce qui signifie que la commune offre moins d'un emploi par habitant actif.

### Entreprises et commerces
Au 31 décembre 2010, Saint-Sulpice-la-Pointe comptait 612 établissements : 37 dans l’agriculture-sylviculture-pêche, 55 dans l'industrie, 74 dans la construction, 344 dans le commerce-transports-services divers et 102 étaient relatifs au secteur administratif.
En 2011, 59 entreprises ont été créées à Saint-Sulpice-la-Pointe dont 38 par des autoentrepreneurs.
Créée en 2017 par Jean-Philippe Dayraut à Saint-Sulpice-la-Pointe, Devinci cars est un constructeur automobile de voiture de sport électrique.

## Culture locale et patrimoine

### Lieux et monuments
- Le souterrain médiéval du Castela (inscrit MH 1994)[58].
- Le château du Castela : ce sont les ruines d’une chapelle qui se trouvait à l’intérieur du château fort construit vers 1240.
- Pigeonnier de 1810
- L'église de Saint-Sulpice de Saint-Sulpice-la-Pointe date du XIVe siècle. Cette église est connue pour son clocher-mur ou clocher-donjon de 40 m de haut, dont la construction commença sous la seigneurie de Gaston Fébus en 1381. Par ailleurs, Saint-Sulpice est connue pour avoir détenu un triptyque en ivoire, dit "de Saint-Sulpice-du-Tarn", qui est daté du quatrième quart du XIIIe siècle et qui fait partie des collections du musée de Cluny à Paris depuis 1893. L'édifice est référencé dans la base Mérimée et à l'Inventaire général Région Occitanie[59]. Le Grand-Orgue de tribune, construit en 1896 par Jean-Baptiste Puget, est l'un des plus beaux de la région. Comportant 26 jeux répartis sur deux claviers et un pédalier, il a été restauré en 2015 par Franz Lefèvre.
- Chapelle Saint-Sulpice de Saint-Sulpice-la-Pointe.
- Le pont suspendu de Saint-Sulpice du XIXe siècle.
- Le pont de la Rustan qui date de la guerre de Cent Ans.
- L'ancienne mairie et la maison natale d’Edmond Cabrié
- La chaussée du moulin sur l'Agout

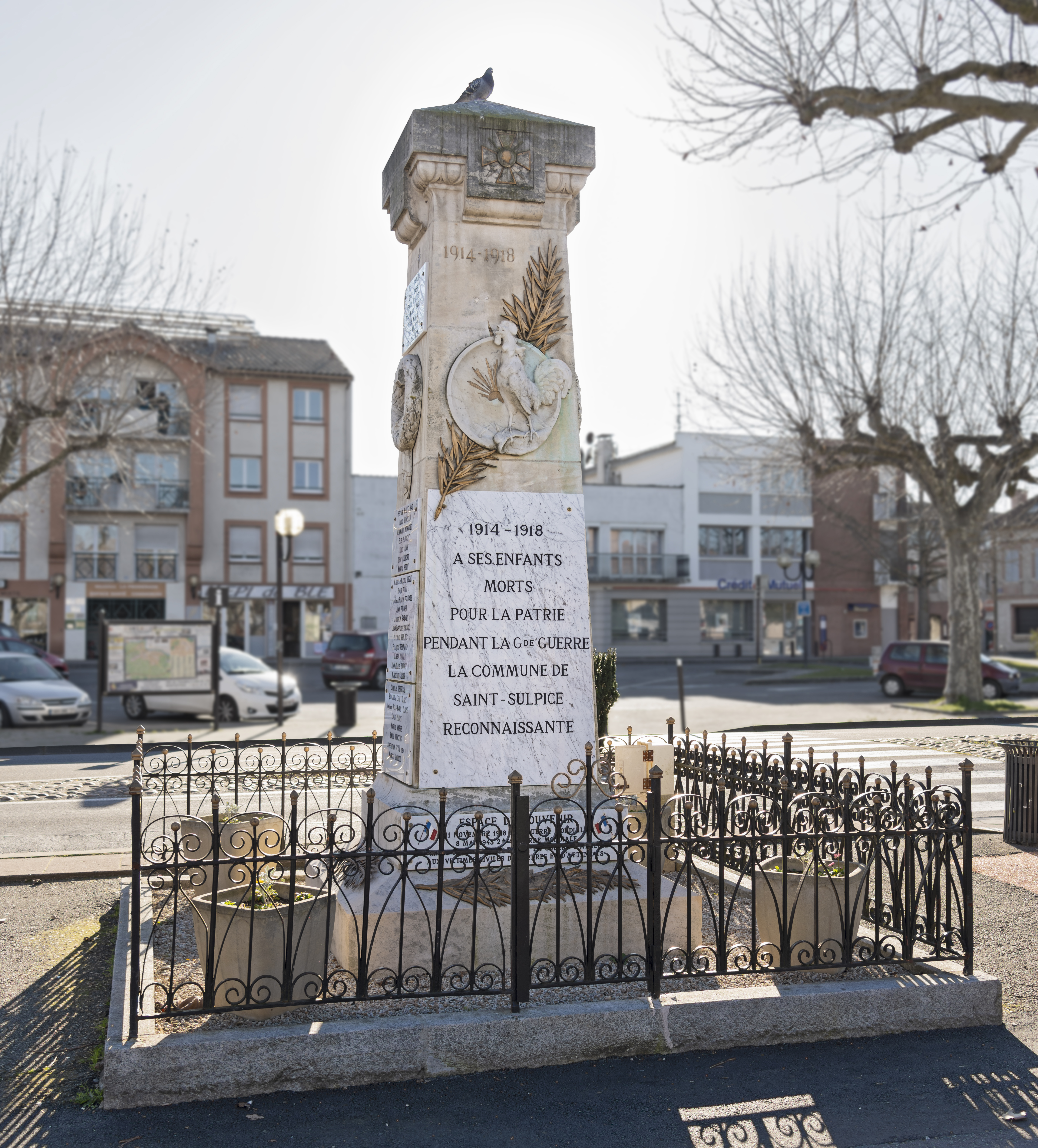
Le monument aux Morts
Les ruines du Castela
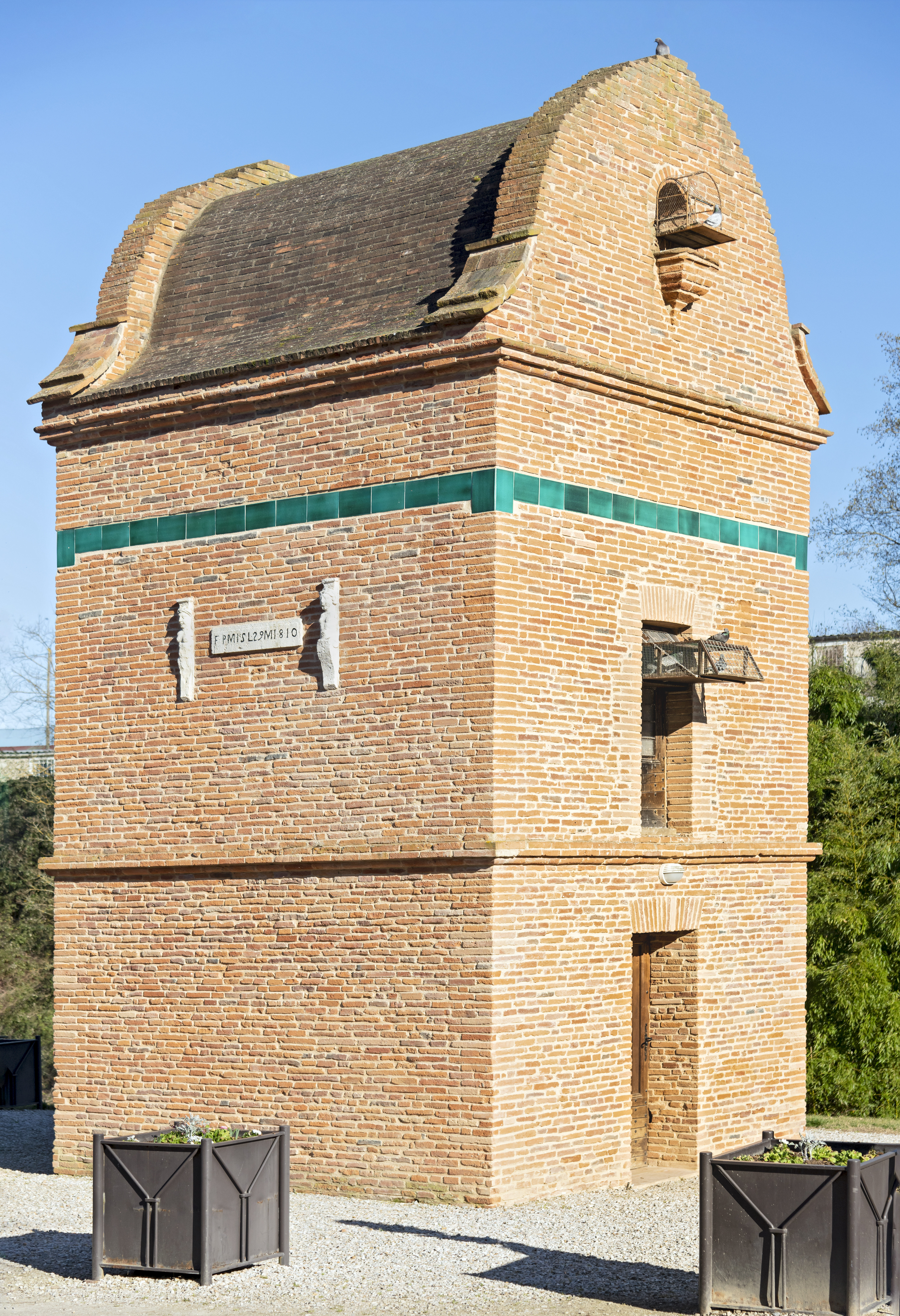
Pigeonnier de 1810
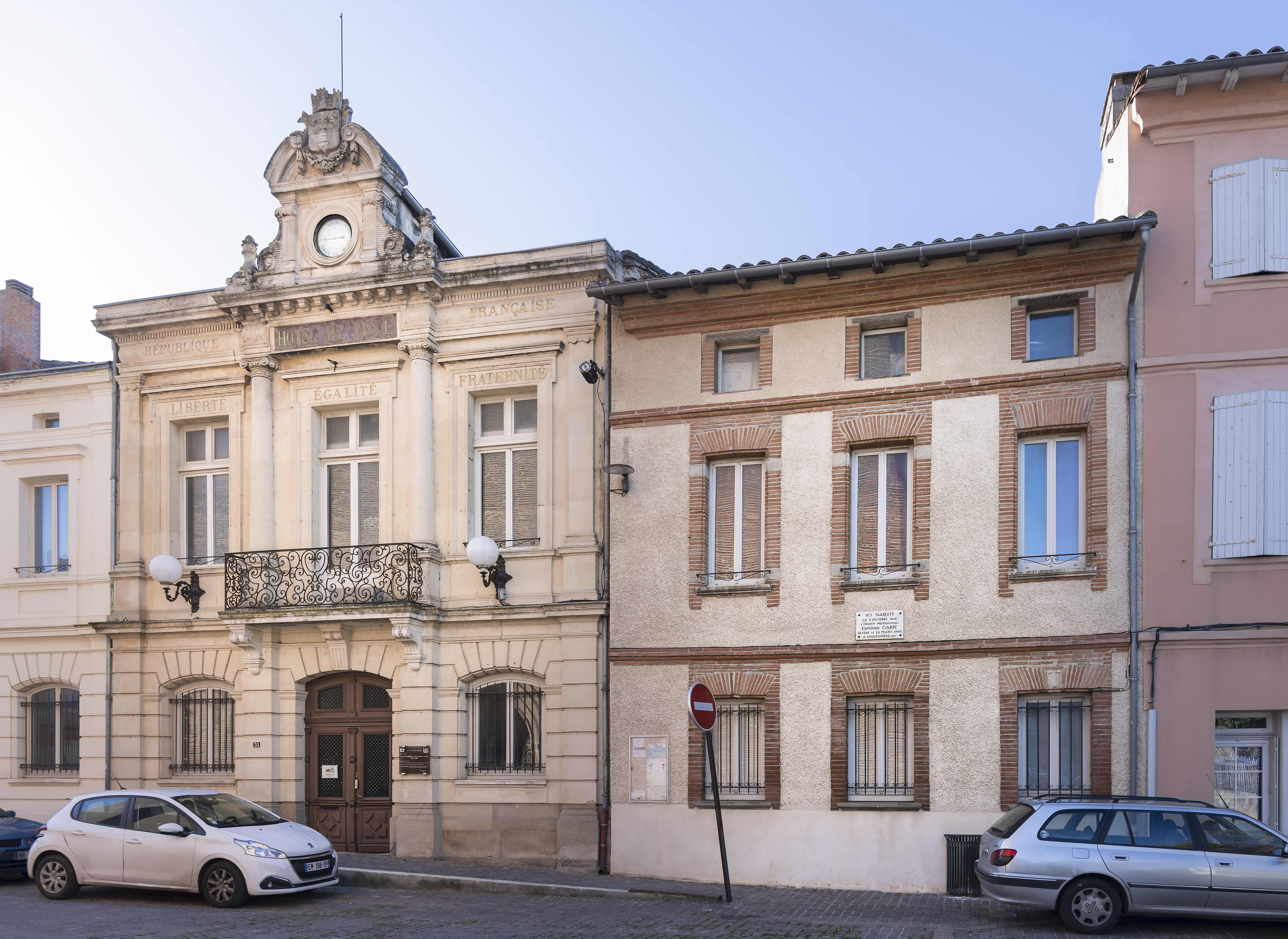
Ancienne Mairie et la maison natale d'Edmond Cabié
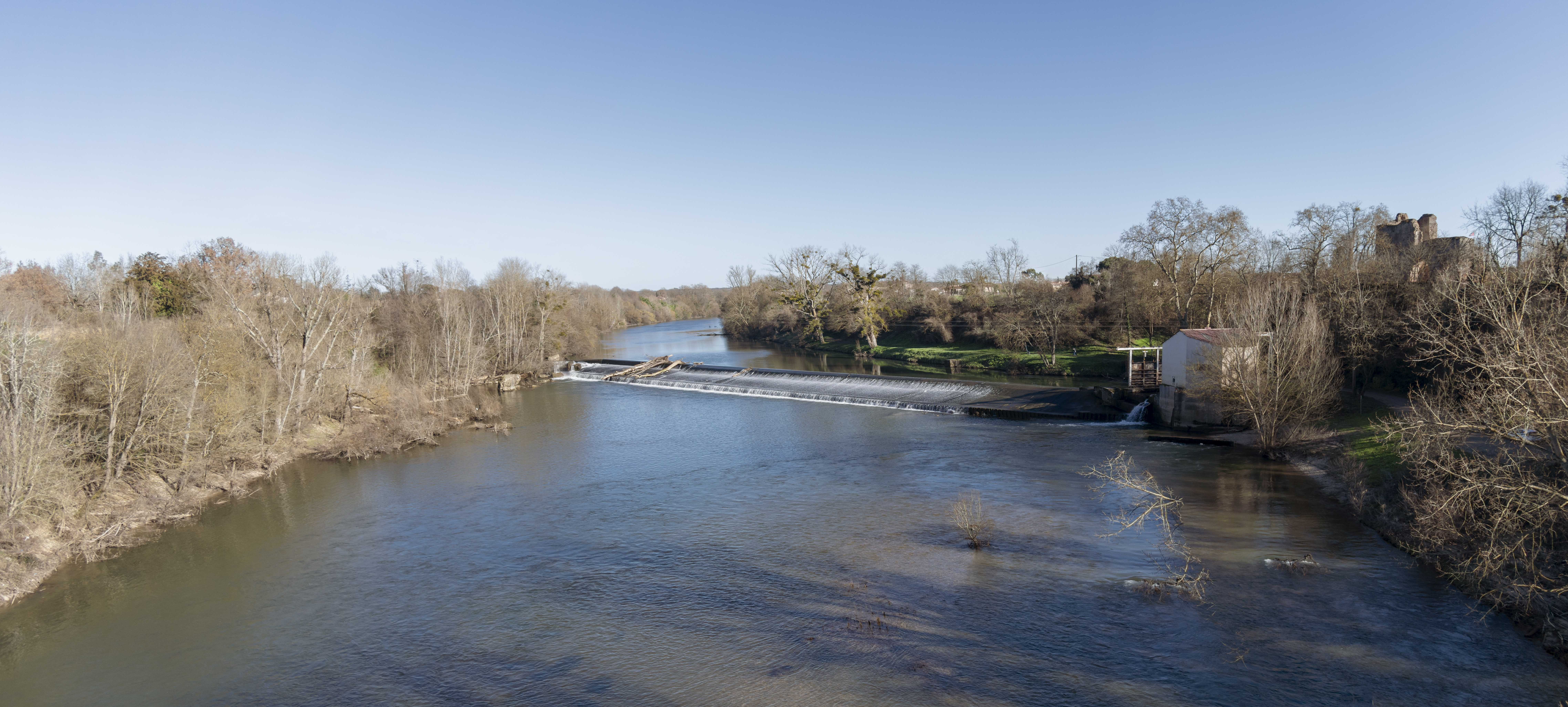
La chaussée du moulin sur l'Agout
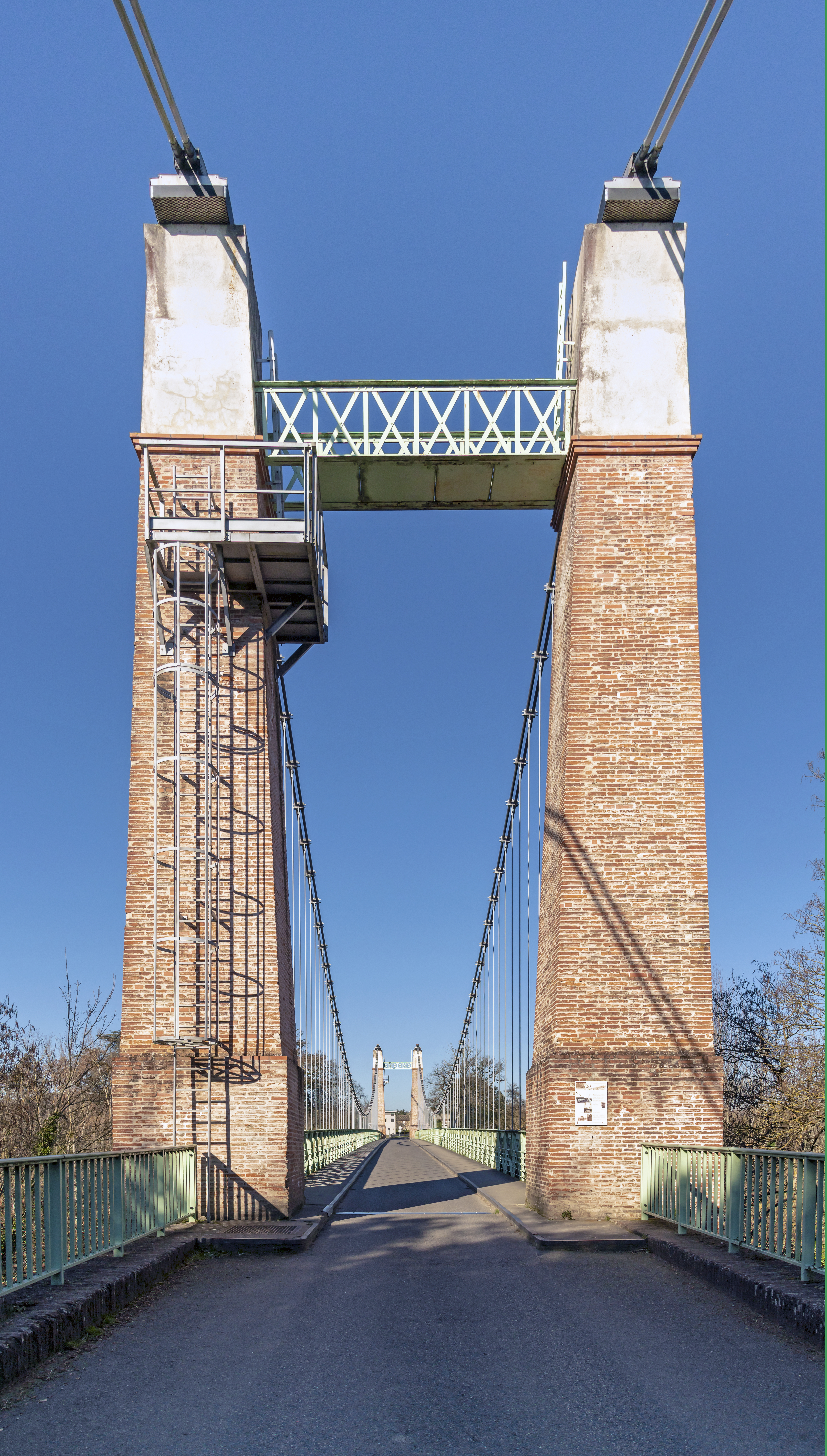
Pont suspendu de Saint-Sulpice

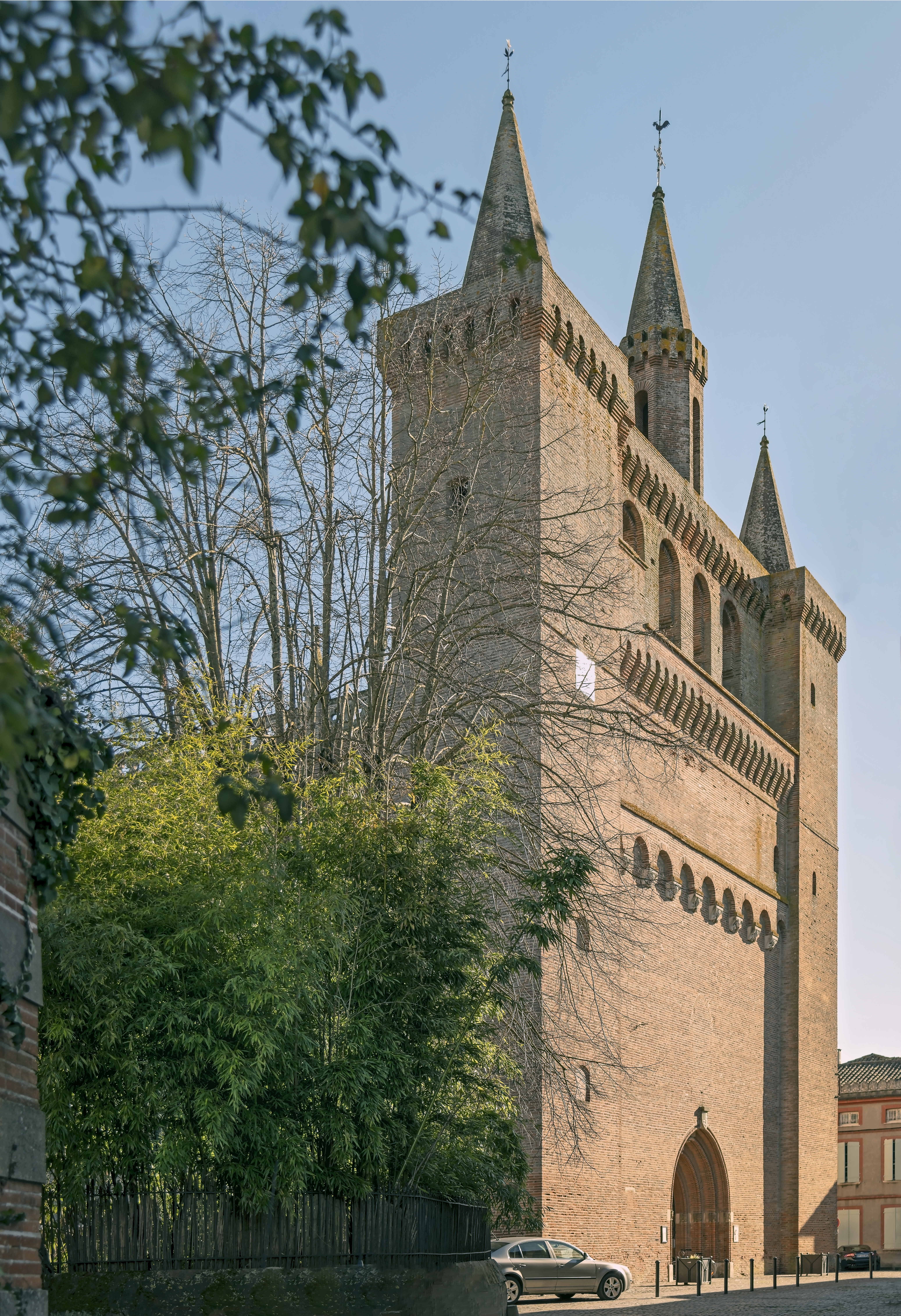
Église de Saint-Sulpice-la-Pointe, clocher-mur
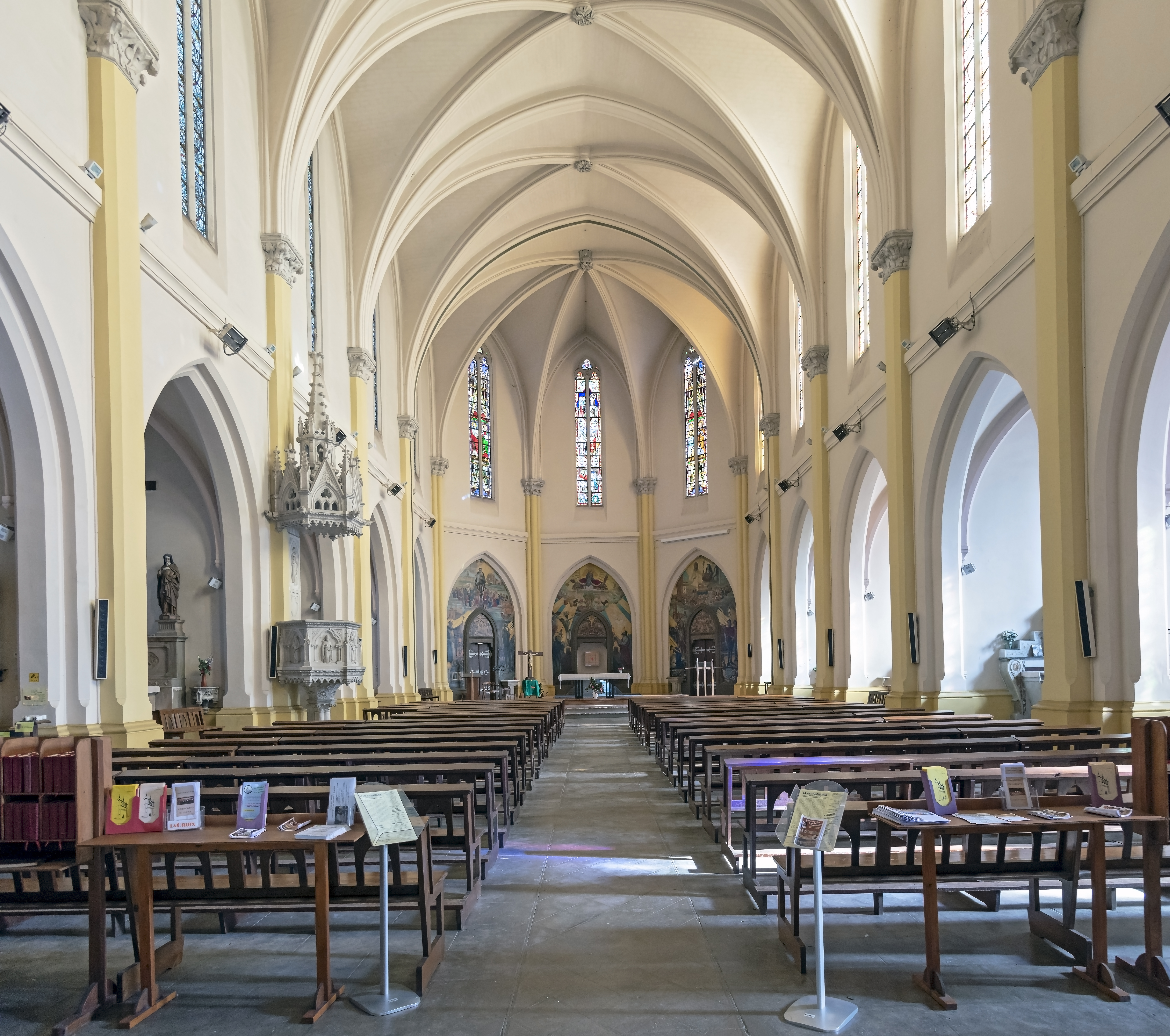
La nef de l'église Notre-Dame
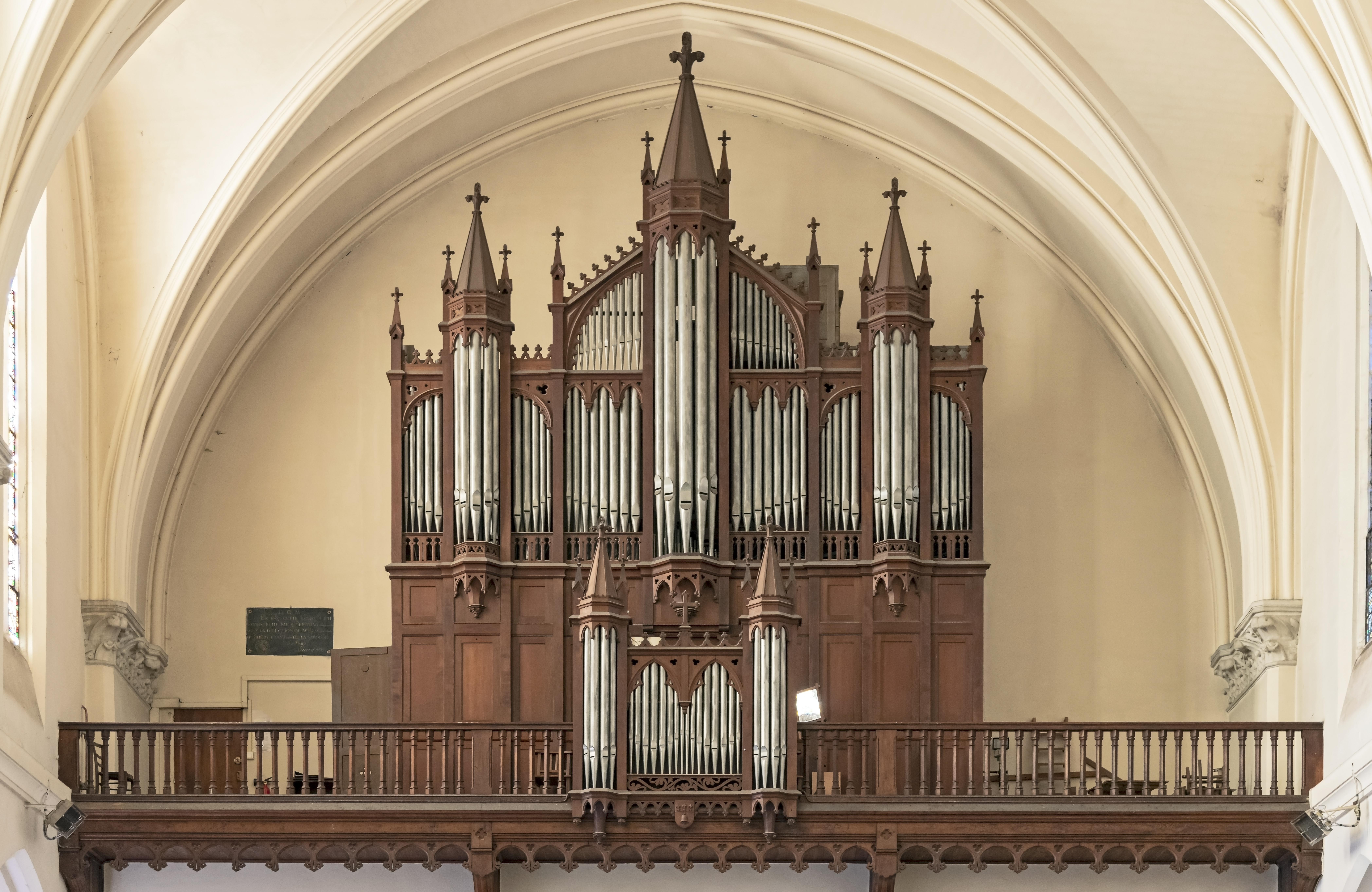
L'orgue de tribune
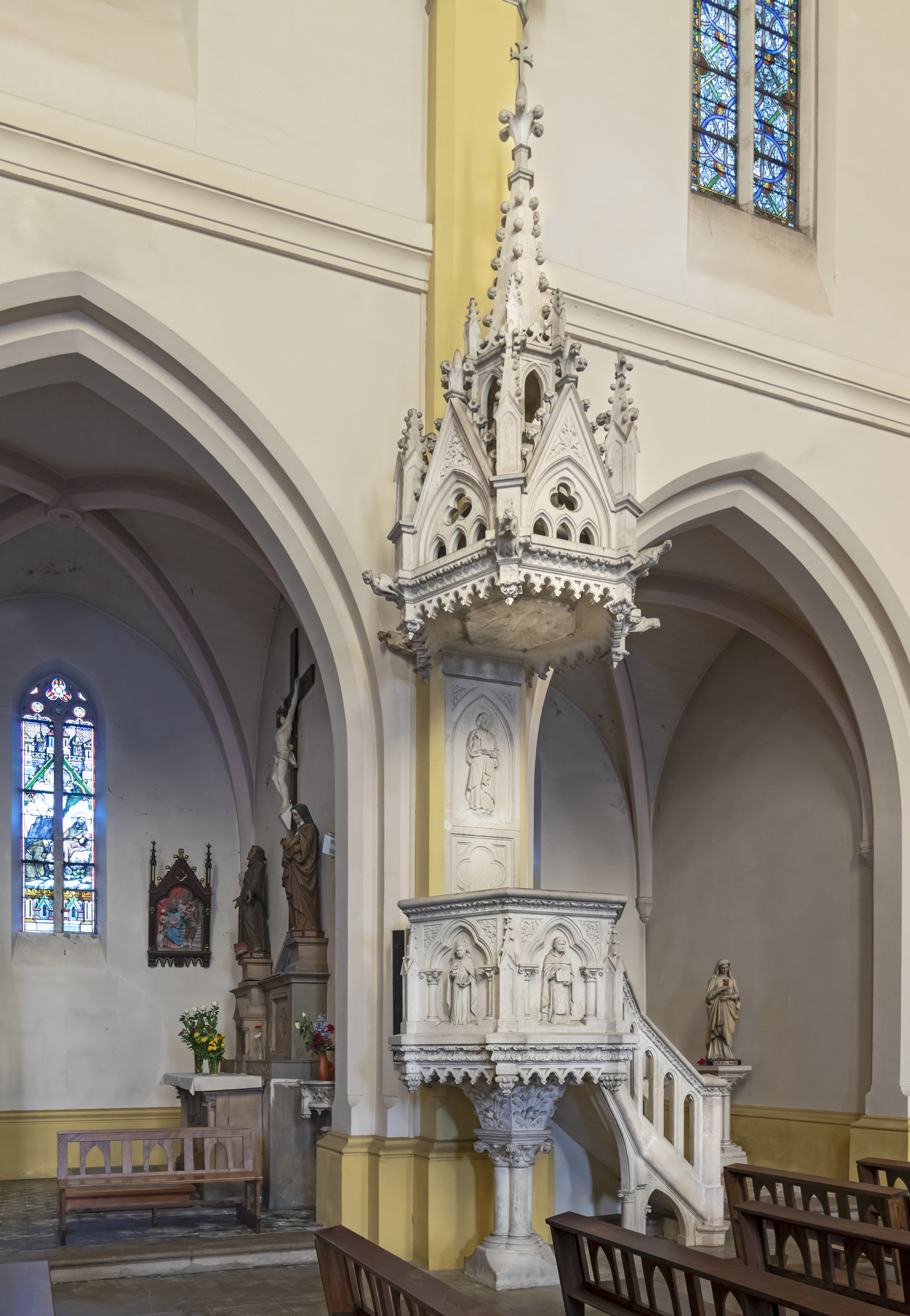
La chaire à prêcher
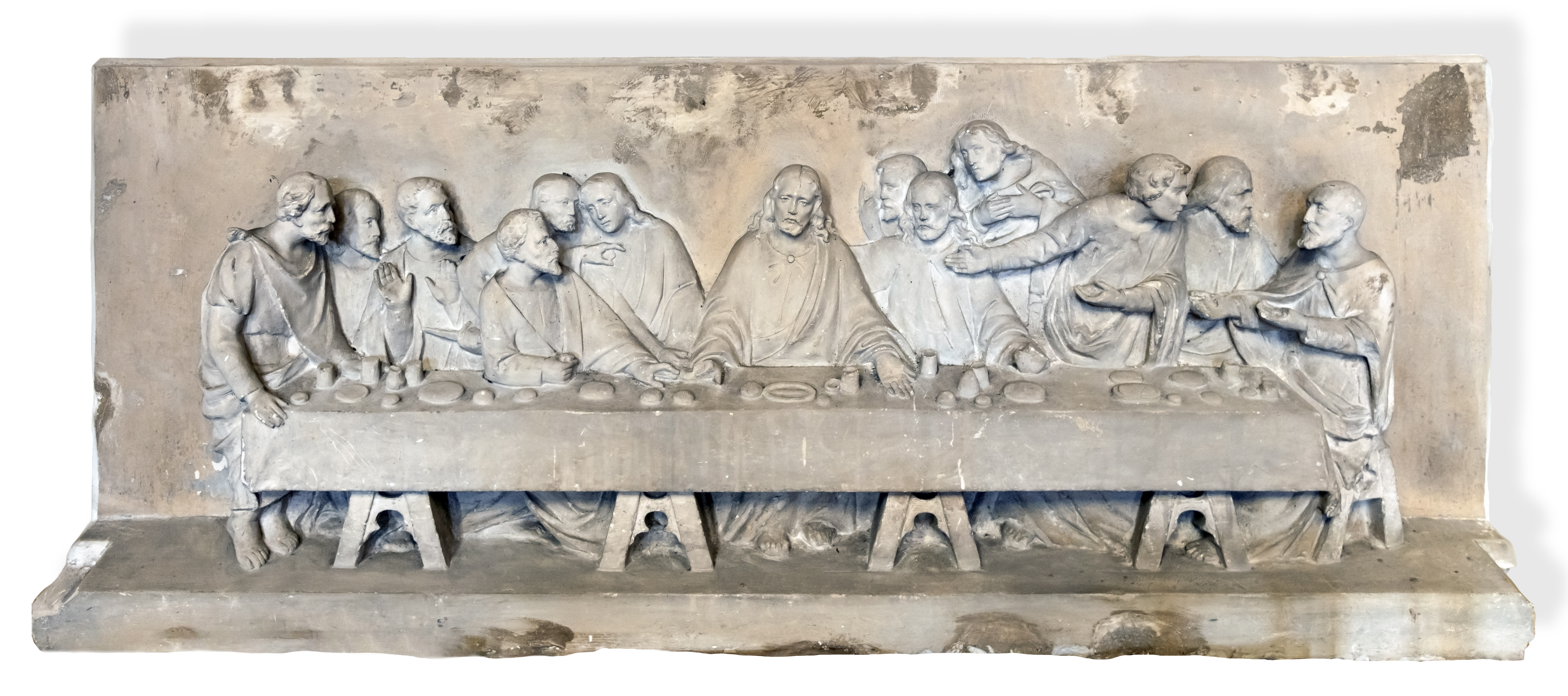
La Cène Gaston Virebent 1888

### Patrimoine culturel
- Compagnie des chemins de fer à voie étroite et tramways à vapeur du Tarn
- Chemin de fer touristique du Tarn
- Ligne de Montauban-Ville-Bourbon à La Crémade

### Personnalités liées à la commune
- Sicard Alaman (?-1275)
- Gaston Fébus (1331-1391)
- Jeanne de Boulogne et d’Auvergne (1378–1424)
- Jean Ier de Berry (1340–1416)
- Edmond Cabié (1846-1909) Historien et Poète[60],[61]
- Armand Guibert (1906–1990)
- Georges Spénale (1913–1983)
- Georges Pontier
- Famille de Bernuy

### Héraldique
| Blason de Saint-Sulpice | Les armes de Saint-Sulpice se blasonnent ainsi : D'azur à une cloche d'argent bataillée de sable, au chef cousu de gueules chargé de trois étoiles d'or. |

## Pour approfondir